# Phyllophaga opacicollis
Phyllophaga opacicollis är en skalbaggsart som beskrevs av Horn 1878. Phyllophaga opacicollis ingår i släktet Phyllophaga och familjen Melolonthidae. Inga underarter finns listade i Catalogue of Life.